# Otto Kraus (Politiker)
Otto Kraus (* 16. Dezember 1908 in Nürnberg; † 11. März 2001 in Ludwigshafen am Rhein) war ein deutscher Gewerkschafter und Politiker (SPD).

## Leben
Nach dem Besuch der Volksschule in Nürnberg machte Kraus die Lehre zum Dreher. 1926 legte er die Gesellenprüfung ab, daraufhin war er bis 1929 in der Armaturen- und Maschinenfabrik Hilpert in der Pegnitzhütte in Nürnberg. Er besuchte Kurse an einer Berufsfortbildungsschule und der Volkshochschule in Nürnberg, später in Leipzig und an der Heimvolkshochschule in Comburg bei Schwäbisch Hall. 1931 begann er als Mechaniker in der elektrotechnischen Industrie. 1935 wurde er jedoch verhaftet und zwei Jahre lang im Konzentrationslager Dachau inhaftiert. Nach der Entlassung wurde er in der alten Firma wieder beschäftigt, wo er bis 1947 als Werkmeister arbeitete und dem Betriebsrat angehörte.
Kraus gehörte der Sozialistischen Arbeiterjugend und dem Deutschen Metallarbeiterverband an und war Gruppenleiter bei der Gewerkschafts- und Arbeiterjugend. 1929 wurde er Mitglied der SPD, zwei Jahre später war er Mitbegründer der Sozialistischen Arbeiterpartei Deutschlands. Von 1947 bis 1973 war er erster Bevollmächtigter und Geschäftsführer der IG Metall an der Verwaltungsstelle Nürnberg. Er gehörte außerdem dem Bundesvorstand der IG Metall, dem Rundfunkrat des Bayerischen Rundfunks, dem  Stiftungsrat der Bayerischen Landesstiftung und von 1957 bis 1973 dem Bayerischen Senat an.

## Auszeichnungen
- 1968: Bayerischer Verdienstorden
- 1974: Bürgermedaille der Stadt Nürnberg
- 1974: Bayerische Staatsmedaille für soziale Verdienste